# Amt Sangerhausen
Das Amt Sangerhausen war eine im Thüringer Kreis gelegene Verwaltungseinheit des 1806 in ein Königreich umgewandelten Kurfürstentums Sachsen. Zwischen 1657 und 1746 gehörte das Amt zum albertinischen Sekundogenitur-Fürstentum Sachsen-Weißenfels.
Bis zur Abtretung an Preußen 1815 bildete es als sächsisches Amt den räumlichen Bezugspunkt für die Einforderung landesherrlicher Abgaben und Frondienste, für Polizei, Rechtsprechung und Heeresfolge.

## Geschichte
Sangerhausen gelangte 1369 in den dauerhaften Besitz der Wettiner, die hier einen Verwaltungssitz gründeten. 1525 wurde das bisher den Grafen zu Stolberg gehörige Amt Oberröblingen mit Sangerhausen vereinigt. 
Die Einkünfte des Amtes Sangerhausen wurden 1633 an den Herzog von Holstein und 1730 an den Herzog von Braunschweig-Lüneburg verpfändet.
Von 1657 bis 1746 gehörte das Amt Sangerhausen zum albertinischen Sekundogenitur-Fürstentum Sachsen-Weißenfels. Das Kurfürstentum Sachsen behielt sich jedoch die Aufsicht über die Schriftsassen in den der Sekundogenitur überlassenen Ämtern vor. Für die im Thüringischen Kreis gelegenen Ämter Langensalza, Sangerhausen und Weißensee übernahm das neugeschaffene Kreisamt Tennstedt diese Aufgabe.
1808 wurden die Ämter Artern, Bornstedt und Voigtstedt der an das Königreich Westphalen abgetretenen Grafschaft Mansfeld mit Sangerhausen zusammengelegt und 1815 das komplette Amt an das Königreich Preußen abgetreten.
Das Territorium des früheren Amtes Sangerhausen liegt heute größtenteils im Bundesland Sachsen-Anhalt, nur einige wenige Orte gehören zum Freistaat Thüringen.

## Bestandteile

### Städte
- Sangerhausen

### Amtsdörfer
- Edersleben
- Emseloh, zum Teil auch zum Rittergut Beyernaumburg gehörig
- Gonna
- Grillenberg, zum Teil zum Rittergut Obersdorf gehörig
- Holdenstedt, zum Teil auch zum Rittergut Beyernaumburg gehörig
- Lengefeld

### Rittergüter
- Agnesdorf
- Brechtewende

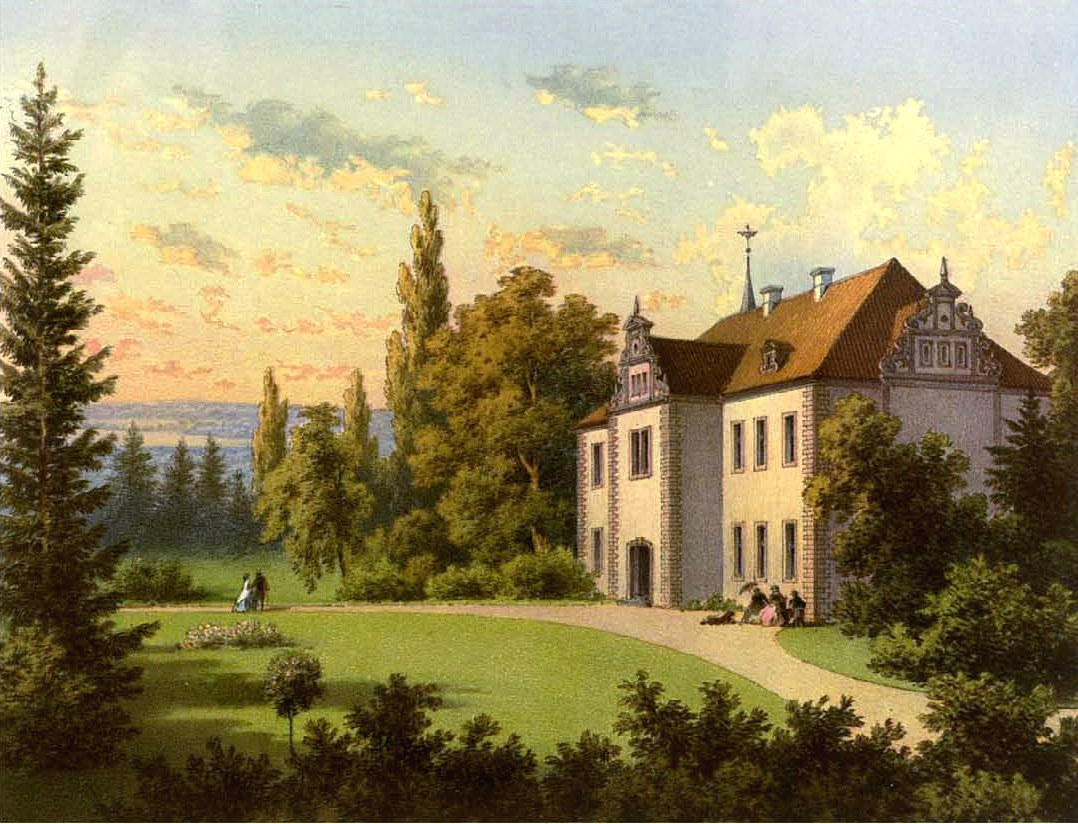
Gut Hackpfüffel um 1860, Sammlung Alexander Duncker

- Brücken (Helme) mit der gleichnamigen Vasallenstadt und dem Dorf Hohlstedt
- Hackpfüffel mit dem gleichnamigen Dorf
- Kaltenborn
- Klosterrode mit dem Dorf Blankenheim
- Schönewerda mit dem Dorf Eßmannsdorf

### Andere
- Liedersdorf, Dorf das zum Rittergut Beyernaumburg gehört
- Kloster Rohrbach

## Amtmänner
- Hans Knauth, der Ältere († um 1485), Amtmann
- Melchior von Kutzlebens, Amtmann (1533)
- Philipp von Reibitzsch, Amtmann (um 1535–1536)
- Nicolaus von Ebeleben († 1574), Amtmann
- Otto von Tettenborn († 1613), Amtshauptmann
- Caspar Tryller (* 1542 † 1625), Amtmann
- Ernst Friedemann von Selmnitz, Amtmann (1651–1657)
- Wilhelm Christoph Eisenhuth (1755–1826), Oberamtmann (1809–1815)

## Kartographische Darstellungen
- Peter Schenk der Jüngere: Accurate geographische Delineation der Graffschafft Mannsfelt sowohl chur sächsisch: als brandenb. Hoheit benebst denen Aemtern Sangerhausen, Querfurth, Sittichenbach, Allstædt und andern angrentzenden Gegenden, 1760